# Університатя (Клуж-Напока)
«Університатя» (рум. Fotbal Club Universitatea Cluj) — румунський футбольний клуб з міста Клуж-Напока, виступає в Лізі I. Заснований у 1919 році.

## Досягнення
Чемпіонат Румунії
- Срібний призер чемпіонату Румунії (1): 1933
- Бронзовий призер чемпіонату Румунії (3): 1927, 1930, 1972

Кубок Румунії
- Володар Кубка Румунії (1): 1965
- Фіналіст Кубка Румунії (5): 1934, 1942, 1949, 2015, 2023

Кубок румунської ліги
- Фіналіст Кубка румунської ліги (1): 1998